# Giovanna Grigio
Giovanna Grigio dos Santos (Mauá, 19 de janeiro de 1998) é uma atriz e apresentadora brasileira. Em 2013, ficou nacionalmente conhecida ao interpretar a personagem Mili, a protagonista principal no remake da telenovela Chiquititas.

## Carreira

### 2007–2011: Primeiros trabalhos
Em 2007, aos nove anos, estreou como repórter do programa O Melhor do Brasil, da Record, comandando o quadro Galerinha, onde entrevistava celebridades. No mesmo ano, estreou como atriz no média metragem Sol Para Poucos. Em 2009, foi contratada pela Band e se torna apresentadora do Band Kids, ao lado de Thiago Falango, Lucas Gonçalves e João Gabriel Almeida, onde apresentava curiosidades. No comando do Band Kids, Giovanna ficou até 15 de março de 2010, quando o programa foi reformulado e passou a não ter apresentadores, apenas desenhos animados.

### 2012–2019:ChiquititaseMalhação
No final de 2012, realizou os testes para o elenco da segunda versão brasileira da telenovela Chiquititas, no SBT. Em 2013 recebeu a notícia que havia sido aprovada para interpretar a protagonista Mili, papel vivido por Fernanda Souza na primeira versão. O SBT Music e a Building Records renovaram a parceria para que a gravadora produzisse a trilha sonora da novela, e Giovanna Grigio gravou uma série de trilhas sonoras, que incluiu três álbuns de estúdio. Em 2014, a telenovela foi renovada para mais um ano, ficando no ar até 14 de agosto de 2015. Foi uma das maiores produções brasileiras de todos os tempos em número de capítulos. Após o final da novela, Giovanna não renovou contrato com o SBT.
Em 18 de janeiro de 2016, estreou na Globo na novela Êta Mundo Bom!, interpretando Gerusa, uma jovem criada pela avó e apaixonada por seu noivo, mas que, ao longo da trama, sofre com problemas de saúde decorrentes da leucemia, e morre devido a sua condiçao. Giovanna repetiu o feito de Fernanda Souza, a única intérprete da primeira versão de Chiquititas a ser contratada pela Rede Globo logo após a novela, sendo que, curiosamente, ambas interpretaram a personagem Mili. Enquanto gravava a novela, passou nos testes para participar do filme de longa metragem Eu Fico Loko, que estreou dia 12 de janeiro de 2017, baseado nos livros homônimos Eu Fico Loko Vol. I e II, escrito pelo youtuber Christian Figueiredo. Nele, Giovanna da vida a divertida Gabi, uma adolescente festeira e alto astral que quer viver cada dia de uma vez.
Em abril de 2017, entrou no elenco da novela Malhação: Viva a Diferença, na pele de Samantha Lambertini. Na trama, a personagem é bastante liberal e adepta ao poliamor, além de ser apaixonada por música, possuindo assim uma banda chamada Os Lagostins, da qual foram lançados dois covers das músicas "Gente Aberta" e "Pomar", e uma canção original chamada "Oitavo B" (todas as músicas estão disponíveis no Spotify). Com essa personagem, Giovanna fez história juntamente com sua colega de cena Manoela Aliperti, onde as duas protagonizaram o primeiro beijo entre duas garotas em uma telenovela teen. "Ninguém vai poder nos dizer como amar", foi o que a atriz escreveu em suas redes sociais ao comemorar a repercussão da cena pela internet.
Em fevereiro de 2019, ao lado de Maisa Silva e Filipe Bragança, Giovanna estrelou o filme Cinderela Pop, baseado no livro de mesmo nome da autora Paula Pimenta. Nele, Grigio da vida à personagem Belinha, uma youtuber e digital influencer, que está sempre querendo fazer com que as coisas deem certo para o seu melhor amigo, principalmente em relação à vida amorosa. Esse foi o quarto trabalho em que Giovanna dividiu cena com Filipe Bragança. Os dois contracenaram juntos pela primeira vez em Chiquititas, e se tornaram bons amigos desde então.

### 2020–presente: Sucesso na Carreira
Já em 2020, interpretando a mesma personagem que viveu em Malhação: Viva a Diferença, integrou também o elenco da série As Five, spin-off de Malhação. A história conta como está a vida das personagens seis anos após se formarem no colégio, tendo que enfrentar os problemas da vida adulta. Giovanna revelou em vídeo do Making Five, publicado no canal da Globoplay, que sua personagem de As Five é bem diferente da Samantha de Malhação. “Quando eu peguei o texto, que eu li, eu quase não reconheci ela. Eu fiquei me perguntando 'caraca, o que aconteceu nestes seis anos que causou tanta mudança nela?'. A Samantha agora está muito mais profunda com ela mesma. Ela é mais responsável, tem foco, é objetiva”, comentou a atriz.
No dia 1 de março de 2021, o grupo Globo anunciou que a plataforma de streaming Netflix iria disponibilizar uma espécie de remake da telenovela mexicana Rebelde, tendo Grigio como uma das protagonistas. As gravações da nova versão ocorreram no México e a atriz interpretou a personagem Emilia, uma adolescente de personalidade forte. Em entrevista, Giovanna confessou não saber falar espanhol quando foi escalada para fazer o teste para o elenco de Rebelde. Ela ensaiou algumas palavras, mesmo sem entender e conseguiu ser aprovada. Revelou ainda que havia ficado tão nervosa, que ficou uma semana sem conseguir mover o pescoço. O lançamento da série ocorreu no dia 5 de janeiro de 2022.
Em maio de 2022, Giovanna foi escalada para compor o elenco do filme Perdida, como uma das protagonistas. Com lançamento ocorrido em 13 de julho de 2023, o longa-metragem é baseado na obra homônima da escritora brasileira Carina Rissi. Ainda no mês de julho, a Prime Video confirmou que estava desenvolvendo um filme sobre o Maníaco do Parque, contando com Silvero Pereira e Giovanna como os protagonistas. O longa estreou em 18 de outubro de 2024 na plataforma.

## Vida pessoal
Em entrevista concedida à revista Vogue Brasil em novembro de 2017, Giovanna revelou ter sofrido bullying quando pequena. Segundo ela, as meninas da sua sala de aula a excluíam e criavam "apelidos maldosos".
Em junho de 2016, aos dezoito anos, Giovanna afirmou em entrevista que nunca havia namorado. Em outubro do mesmo ano assumiu namoro com o ator e cantor Johnny Baroli, vocalista da banda Trio Yeah, com quem trabalhou no musical Meninos e Meninas. O namoro durou seis meses, chegando ao fim em janeiro de 2017.
Em julho de 2024, assumiu publicamente em suas redes sociais um relacionamento com o modelo Guilherme Paganini. Os dois apareceram juntos no desfile da marca Vivao Project na 54ª edição da Casa de Criadores, em São Paulo.

## Filmografia

### Televisão
| Ano       | Título                     | Personagem                   | Notas                                                     |
| --------- | -------------------------- | ---------------------------- | --------------------------------------------------------- |
| 2007      | O Melhor do Brasil         | Repórter/ Apresentadora      | Quadro: "Galerinha"                                       |
| 2009      | Band Kids                  | Repórter/ Apresentadora      |                                                           |
| 2013–2015 | Chiquititas                | Milena Almeida Campos (Mili) | Protagonista                                              |
| 2014      | É Natal, Malandro!         | Milena Almeida Campos (Mili) | Especial de Fim de Ano                                    |
| 2016      | Êta Mundo Bom!             | Gerusa Aguiar                | Recorrente                                                |
| 2017–2018 | Malhação: Viva a Diferença | Samantha Lambertini          | Temporada 25                                              |
| 2020–2023 | As Five                    | Samantha Lambertini          | Elenco principal (Temporada 1) Participação (Temporada 2) |
| 2022      | Rebelde                    | Emilia Alo                   | Elenco principal                                          |

### Cinema
| Ano  | Título            | Personagem             | Notas            | Ref.   |
| ---- | ----------------- | ---------------------- | ---------------- | ------ |
| 2007 | Sol Para Poucos   | Helena (criança)       |                  |        |
| 2017 | Eu Fico Loko      | Gabriela Coelho (Gabi) | Elenco principal | [ 47 ] |
| 2019 | Cinderela Pop     | Isabela (Belinha)      | Recorrente       | [ 48 ] |
| 2023 | Perdida           | Sofia                  | Protagonista     | [ 49 ] |
| 2023 | Vai Ter Troco     | Miranda Valente        | Elenco principal | [ 50 ] |
| 2024 | Passagrana        | Joana                  |                  | [ 51 ] |
| 2024 | Maníaco do Parque | Elena Pelegrino        | Protagonista     | [ 52 ] |

## Teatro
| Ano       | Título                    | Personagem |
| --------- | ------------------------- | ---------- |
| 2015      | Confissões de Adolescente | Carol      |
| 2016–2017 | Meninos e Meninas         | Marcela    |
| 2017      | Aprendiz de Feiticeiro    | Jane       |

## Prêmios e indicações
| Ano  | Prêmio                              | Categoria                                      | Nomeações         | Resultado | Ref           |
| ---- | ----------------------------------- | ---------------------------------------------- | ----------------- | --------- | ------------- |
| 2013 | Prêmio Extra de Televisão           | Melhor Ator/Atriz Mirim                        | Chiquititas       | Indicada  | [ 53 ] [ 54 ] |
| 2013 | Retrospectiva UOL                   | Melhor Par Romântico (com Gabriel Santana)     | Chiquititas       | Indicada  |               |
| 2013 | Melhores do Ano NaTelinha           | Melhor Ator ou Atriz Revelação                 | Chiquititas       | Vencedora |               |
| 2013 | Melhores do Ano NaTelinha           | Melhor Ator ou Atriz Mirim / Adolescente       | Chiquititas       | Vencedora |               |
| 2014 | Troféu Internet                     | Revelação do Ano                               | Chiquititas       | Indicada  |               |
| 2014 | Prêmio Contigo! de TV               | Melhor Atriz Infantil                          | Chiquititas       | Indicada  | [ 55 ]        |
| 2014 | Top Brazil Quality Awards           | Melhor Atriz Mirim                             | Chiquititas       | Vencedora |               |
| 2014 | Prêmio Minha Novela                 | Melhor Atriz Infantil                          | Chiquititas       | Indicada  |               |
| 2014 | Melhores do Ano NaTelinha           | Melhor Ator ou Atriz Mirim / Adolescente       | Chiquititas       | Vencedora |               |
| 2015 | Troféu Internet                     | Revelação do Ano                               | Chiquititas       | Indicada  |               |
| 2016 | Prêmio Quem de Televisão            | Revelação                                      | Êta Mundo Bom!    | Indicada  | [ 56 ]        |
| 2016 | Melhores do Ano NaTelinha           | Melhor Casal de Novela (com Arthur Aguiar)     | Êta Mundo Bom!    | Vencedora | [ 57 ]        |
| 2021 | SEC Awards                          | Casal Favorito em Série (com Manoela Aliperti) | As Five           | Indicada  | [ 58 ]        |
| 2021 | Meus Prêmios Nick                   | Artista de TV Feminino                         | Ela mesma         | Indicada  | [ 59 ] [ 60 ] |
| 2022 | SEC Awards                          | Melhor Atriz em Série Adolescente              | Rebelde           | Indicada  | [ 61 ]        |
| 2022 | SEC Awards                          | Casal Favorito em Série (com Lizeth Selene)    | Rebelde           | Indicada  | [ 61 ]        |
| 2022 | BreakTudo Awards                    | Melhor Shipp de Ficção (com Lizeth Selene)     | Rebelde           | Indicada  |               |
| 2022 | MTV Miaw                            | From Brasil!                                   | Ela mesma         | Indicada  | [ 62 ]        |
| 2022 | Kids' Choice Awards México          | Revelación Fashion                             | Ela mesma         | Indicada  | [ 63 ]        |
| 2024 | Festival Sesc Melhores Filmes       | Melhor Atriz Nacional                          | Perdida           | Indicada  |               |
| 2024 | Los Angeles Brazilian Film Festival | Melhor Atriz                                   | Maníaco do Parque | Indicada  |               |